# Ginástica artística nos Jogos Pan-Americanos de 2011 - Cavalo com alças
A competição do cavalo com alças masculino foi um dos eventos da ginástica artística nos Jogos Pan-Americanos de 2011. Foi disputada no Complexo Nissan de Ginástica no dia 27 de outubro.

## Calendário
Horário local (UTC-6).
| Data          | Horário | Fase  |
| ------------- | ------- | ----- |
| 27 de outubro | 13:40   | Final |

## Medalhistas
| Ouro   | MEX Daniel Corral      |
| Prata  | COL Jorge Hugo Giraldo |
| Bronze | COL Jorge Yesid Peña   |

## Resultados

### Qualificação
Um máximo de dois ginastas por país puderam se classificar a final, podendo haver substituição se requerido pela delegação.
| Pos.     | Ginasta             | País               | Total  | Obs. |
| -------- | ------------------- | ------------------ | ------ | ---- |
| 1        | Daniel Corral       | MEX México         | 15.300 | Q    |
| 2        | Sérgio Sasaki       | BRA Brasil         | 14.600 | Q    |
| 3        | Alexander Rodríguez | PUR Porto Rico     | 14.600 | Q    |
| 4        | Jorge Yesid Peña    | COL Colômbia       | 14.400 | Q    |
| 5        | Luis Vargas         | PUR Porto Rico     | 14.250 | Q    |
| 6        | Luis Alberto Sosa   | MEX México         | 13.950 | Q    |
| 7        | Jorge Hugo Giraldo  | COL Colômbia       | 13.950 | Q    |
| 8        | Jason Scott         | CAN Canadá         | 13.900 | Q    |
| Reservas |                     |                    |        |      |
| 9        | Anderson Loran      | CAN Canadá         | 13.900 | R    |
| 10       | Donothan Bailey     | USA Estados Unidos | 13.900 | R    |
| 11       | Péricles da Silva   | BRA Brasil         | 13.850 | R    |

### Final
| Pos.              | Ginasta                 | Nota D | Nota E | Pen. | Total  |
| ----------------- | ----------------------- | ------ | ------ | ---- | ------ |
| Medalha de ouro   | MEX Daniel Corral       | 6.100  | 9.200  |      | 15.300 |
| Medalha de prata  | COL Jorge Hugo Giraldo  | 6.100  | 8.525  |      | 14.625 |
| Medalha de bronze | COL Jorge Yesid Peña    | 6.100  | 8.350  |      | 14.450 |
| 4                 | CAN Jason Scott         | 5.200  | 8.225  |      | 13.425 |
| 5                 | PUR Alexander Rodríguez | 6.000  | 7.400  |      | 13.400 |
| 6                 | PUR Luis Vargas         | 5.700  | 7.525  |      | 13.225 |
| 7                 | BRA Sérgio Sasaki       | 5.600  | 7.250  |      | 12.850 |
| 7                 | MEX Luis Alberto Sosa   | 5.700  | 7.150  |      | 12.850 |